# Michele Canova Iorfida

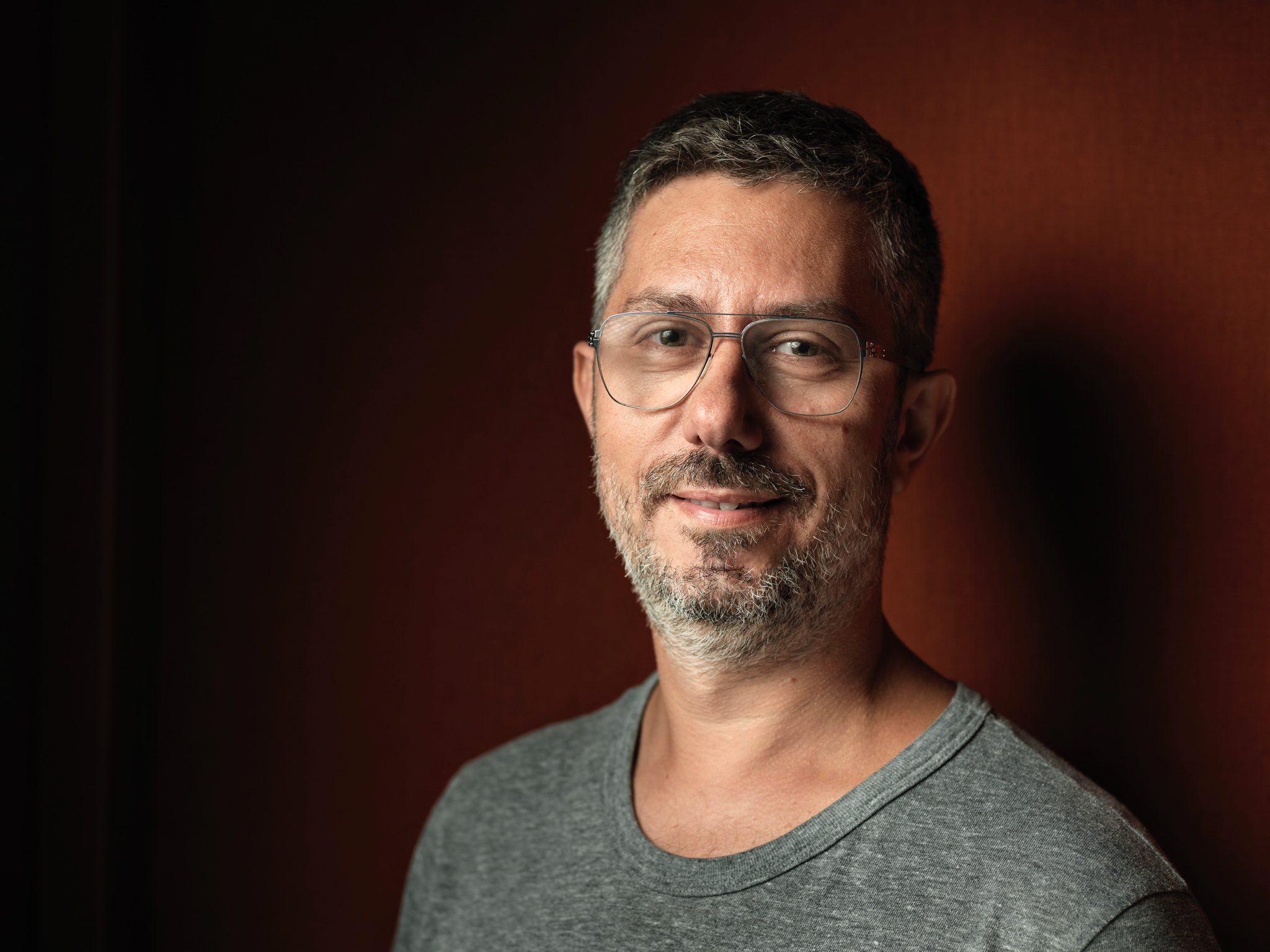
Michele Canova

Michele Canova Iorfida (Padova, 22 giugno 1972) è un produttore discografico, arrangiatore e tecnico del suono italiano.

## Biografia
Tra gli artisti prodotti da Canova vi sono: Leandro Barsotti con cui collabora dieci anni, Tiziano Ferro, di cui ha prodotto l'intera discografia fino al 2017, Jovanotti, Eros Ramazzotti, Francesco Renga, Luca Carboni, Samuel, Fabri Fibra, Baby K, Giorgia, Biagio Antonacci, Giusy Ferreri, Patty Pravo, Adriano Celentano, Loredana Errore, Elisa, Nina Zilli, Alessandra Amoroso, Marco Mengoni, Francesca Michielin, Michele Bravi,  Annalisa, Elodie, Caparezza, Fedez, Dark Polo Gang, Il Volo, Nayt, Tony 2Milli.
In aggiunta all'attività di produttore ha collaborato come coautore di brani per Giorgia, Tiziano Ferro, Samuel, Francesca Michielin, Marco Mengoni, Fabri Fibra, Francesco Renga e Jovanotti. In particolare, con quest'ultimo, è stato coautore di molti brani di successo, tra i quali Tutto l'amore che ho, Ora, La notte dei desideri, Tensione Evolutiva, E non hai visto ancora niente e Ti porto via con me.
Tra il 2020 e il 2021 collabora con due ragazzi della scuola di Amici: Deddy di cui produce due pezzi (Il cielo contromano e Parole a caso) e Leonardo di cui produce un pezzo (Via Padova) e LDA di cui produce il pezzo: (Io volevo solo te).
Continua poi questa collaborazione con il talent collaborando nuovamente con un’altra allieva: Sarah di cui produce un inedito (viole e vìolini).

## Discografia

### Alessandra Amoroso
- 2013 - Amore puro
- 2016 - Vivere a colori

### Annalisa
- 2018 - Bye Bye
- 2020 - Nuda (Annalisa)

### Baby K
- 2013 - Una seria

### Michele Bravi
- 2014 - A passi piccoli

### Marco Mengoni
- 2013 - Pronto a correre
- 2015 - Parole in circolo
- 2015 - Le cose che non ho
- 2016 - Marco Mengoni Live

### Loredana Errore
- 2010 - Ragazza occhi cielo
- 2011 - L'errore

### Luca Carboni
- 2013 - Fisico & politico
- 2015 - Pop-up
- 2018 - Sputnik

### Lele
- 2017 - Costruire 2.0 (4 brani)

### Ha*Ash
- 2011 - A tiempo

### Francesca Michielin
Album
- 2015 - di20
- 2018 - 2640

Singoli
- 2015 - L'amore esiste

### Patty Pravo
- 2016 - Eccomi

### Francesco Renga
- 2014 - Tempo reale
- 2016 - Scriverò il tuo nome
- 2017 - Scriverò il tuo nome live
- 2019 - L’altra metà

### Tiziano Ferro
- 2001 - Rosso relativo/Rojo relativo
- 2003 - 111/Ciento once
- 2006 - Nessuno è solo/Nadie está sólo
- 2008 - Alla mia età/A mi edad
- 2011 - L'amore è una cosa semplice/El amor es una cosa simple
- 2014 - TZN - The Best of Tiziano Ferro
- 2016 - Il mestiere della vita/El oficio de la vida

### Jovanotti
- 2005 - Buon sangue
- 2008 - Safari
- 2011 - Ora
- 2012 - Backup - Lorenzo 1987-2012
- 2015 - Lorenzo 2015 CC.

### Samuel
- 2017 - Il codice della bellezza

### Biagio Antonacci
- 2010 - Inaspettata (tre canzoni, Se fosse per sempre, Buongiorno Bellanima, e La rarità)
- 2012 - Sapessi dire no
- 2014 - L'amore comporta

### Nina Zilli
- 2012 - L'amore è femmina
- 2017 - Modern Art

### Fabri Fibra
- 2010 - Controcultura (due brani prodotti, Vip in Trip e Qualcuno normale e due brani co-prodotti Tranne te e Le donne)
- 2013 - Guerra e pace (direttore artistico, due brani prodotti, 2031 (intro) e Pronti, partenza, via!), diversi brani co-prodotti

### Giorgia
- 2011 - Dietro le apparenze
- 2013 - Senza paura
- 2016 - Oronero

### Elisa
- 2016 - On (1 brano)

### Eros Ramazzotti
- 2003 - 9 (3 brani)
- 2005 - Calma apparente (3 brani)
- 2009 - Ali e radici (6 brani)

### Gianni Morandi
- 2004 - A chi si ama veramente

### Adriano Celentano
- 2004 - C'è sempre un motivo (2 brani di cui la title track)
- 2007 - Dormi amore, la situazione non è buona (1 brano)
- 2011 - Facciamo finta che sia vero (5 brani)

### Giusy Ferreri
- 2008 - Gaetana
- 2009 - Fotografie

### Dark Polo Gang
- 2018 - Trap Lovers

### Il Volo
- 2019 - Musica

### Max Pezzali
- 2020 - Qualcosa di nuovo

### Nayt
- 2021 - Sorpresa
- 2022 - Paraguai

### Tony 2Milli
- 2023 - Driftando
- 2024 - Chi è che ha detto crack?